# Église paroissiale Sainte-Marie-Madeleine
L'église paroissiale Sainte-Marie-Madeleine est située à Saint-Guen en France.

## Localisation
L'église est située sur la commune de Saint-Guen, , dans le département des Côtes-d'Armor en région Bretagne.

## Historique
L'église est inscrite à l'inventaire général du patrimoine culturel.

## Galerie

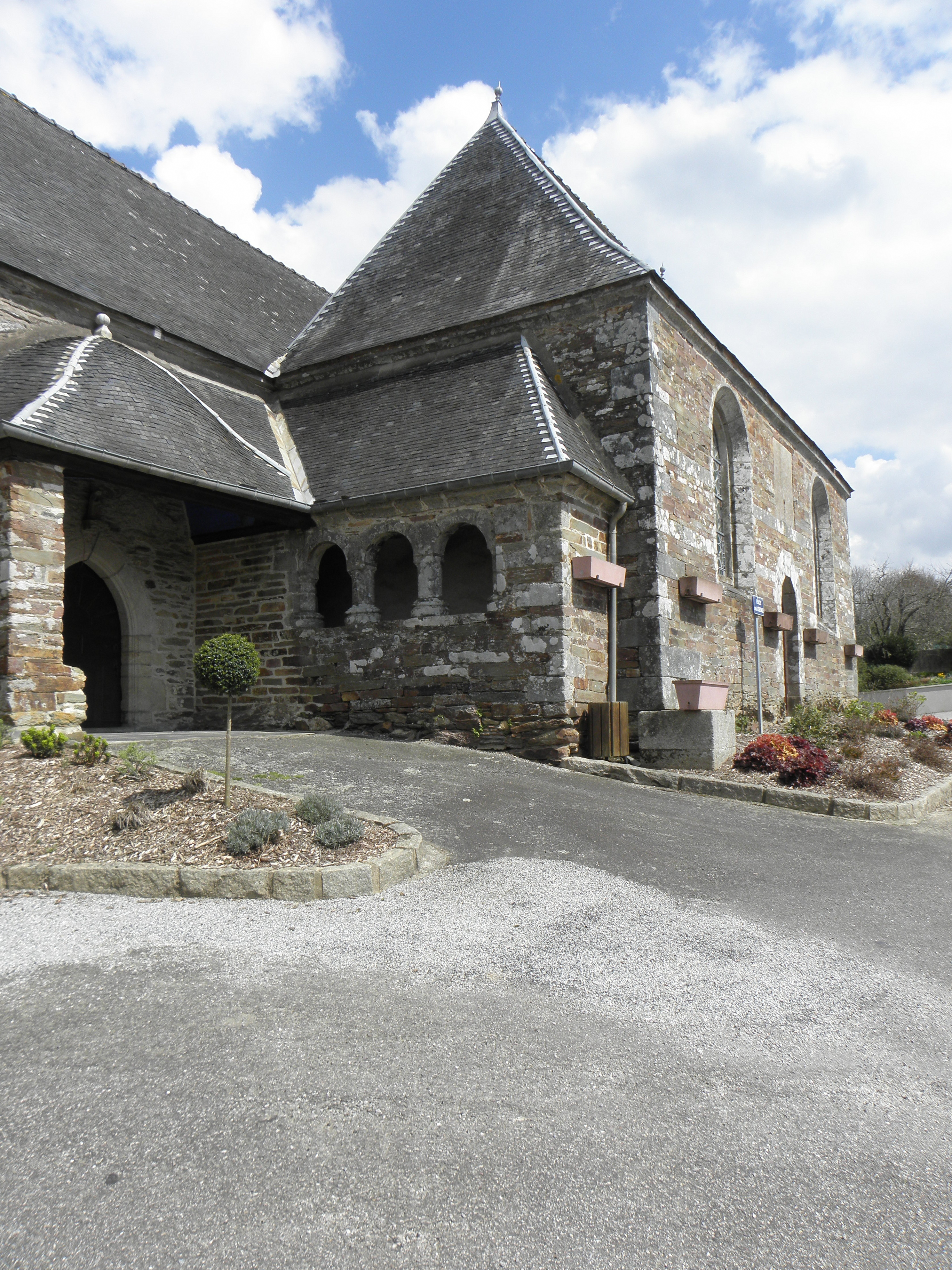
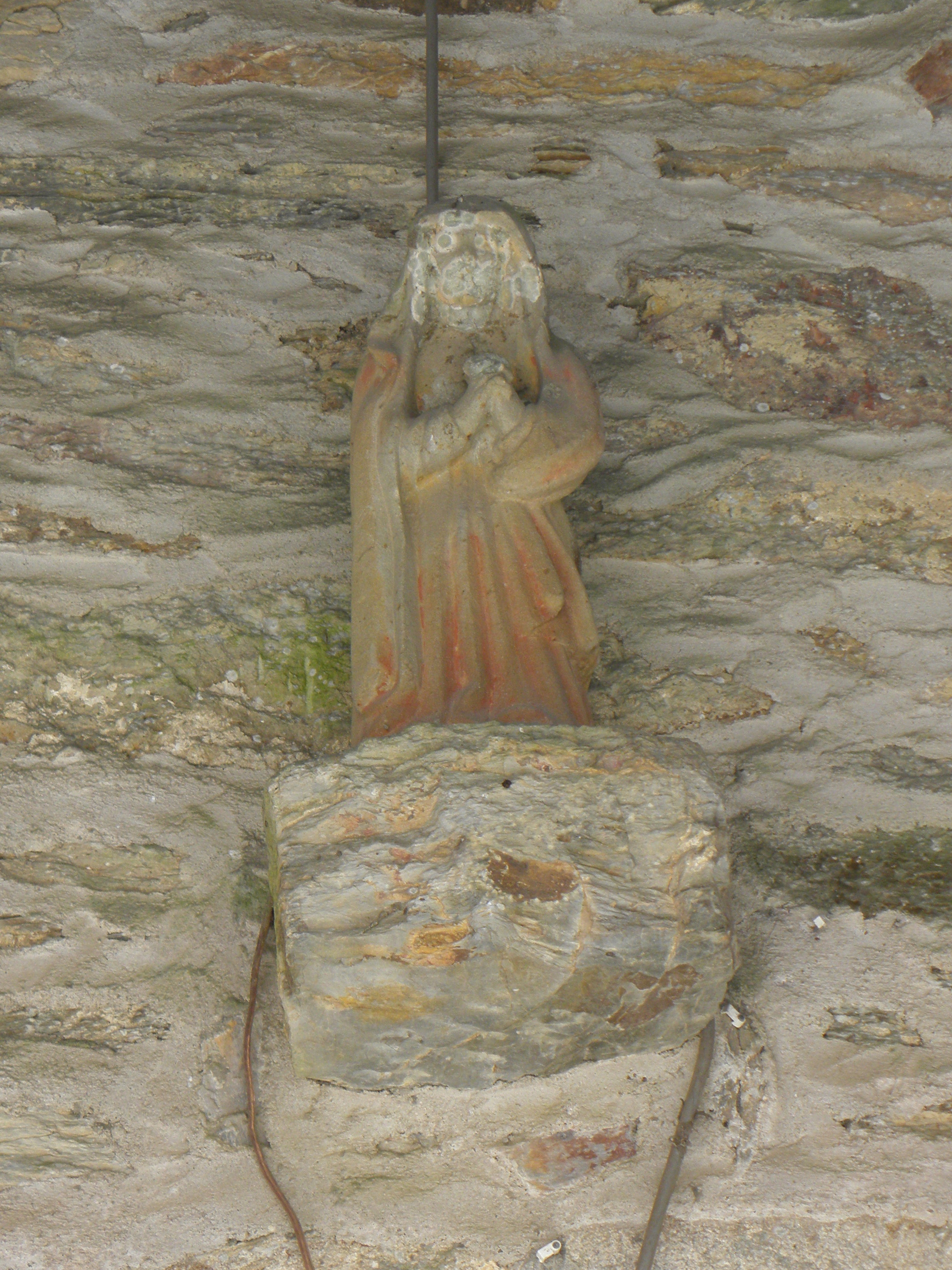